# Kademangan (Mojoagung)
Kademangan is een bestuurslaag in het regentschap Jombang van de provincie Oost-Java, Indonesië. Kademangan telt 4992 inwoners (volkstelling 2010).